# Plutarchia bengalensis
Plutarchia bengalensis (лат.) — вид наездников рода Plutarchia из семейства эвритомиды (Eurytomidae, Chalcidoidea). Индия (штат Западная Бенгалия).

## Описание
Мелкие наездники (длина самок 1,75 мм). Тело чёрное с несколькими коричневыми отметинами. Голова и грудь с коротким серебристо-белым опушением. От близких видов отличается следующими признаками: короткой маргинальной жилкой; дорсальная часть первого тергита более чем в 2 раза меньше чем у второго тергита; постоцеллярная длина (POL) более чем в 3 раза больше расстояния от оцеллия до глаза (OOL) . Проподеум со срединным килем.

## Таксономия
Вид был впервые описан в 1990 году по типовым материалам из Индии (Западная Бенгалия).